# 이사벨 2세 (예루살렘)

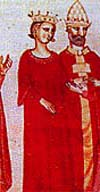
이사벨 2세

이사벨 2세 드 브리엔(Isabelle II de Brienne) 혹은 욜랑드 드 브리엔(Yolande de Brienne)은 예루살렘의 여왕, 신성 로마 황후(독일 왕비), 시칠리아 왕비이다. 마리와 장 드 브리엔의 딸이다. 후에 신성 로마 황제 프리드리히 2세와 혼인하여 독일왕 콘라트 4세를 낳는다.